# Pevnost al-Hazm
Pevnost al-Hazm je opevnění v ománském městě al-Hazm, ve vilájetu (provincie) Rustak. Byla vybudovaná roku 1711 za panování imáma Sultána bin Saífa, který se rozhodl změnit hlavní město a zároveň své sídlo na al-Hazm místo Rustaku. Pevnost se odlišuje svým tvarem a masivností. Nachází se zde hrobka jejího zakladatele Sultána bin Saífa. Ministerstvo pevnost zrenovovalo v roce 1996.